# USS LST-1061
O USS LST-1061 foi um navio de guerra norte-americano da classe LST que operou durante a Segunda Guerra Mundial.
Como os outros navios da mesma Classe o barco não recebeu nome próprio sendo identificado apenas pelo numeral.